# Titan Cement
Titan Cement Company S.A. (греч. A.E. Τσιμέντων TITAN) — крупная межнациональная компания, специализирующаяся на производстве цемента, готовых цементных смесей и строительных материалов. Главный офис расположен в Афинах.
Titan Cement была основана в 1902 году, а в спустя десять лет, в 1912 году её акции были размещены на Афинской фондовой бирже. Активы компании включают 13 заводов по производству цемента: 3 завода расположены в Греции, 2 завода в США (Вирджиния и Флорида), 5 в юго-восточной Европе (Болгария, Сербия, Албания, Косово и Македония), 3 завода на Ближнем Востоке (Египет и Турция); 25 распределительных терминалов, 125 фабрик по производству готовых строительных смесей, 64 карьера, 9 заводов по производству бетонных блоков.
В конце 2015 года оборот компании составил 2,758 млрд евро. Чистая прибыль составила 230,9 млн евро. Компания Titan Cement является членом многих международных организаций и объединений.